# Терзич, Аднан
Аднан Терзич (босн. Adnan Terzić; род. 5 апреля 1960, Загреб) — боснийский государственный и политический деятель.

## Биография
Родился 5 апреля 1960 года в Загребе, по национальности босняк. В 1986 году окончил факультет землеустройства в Сараевском университете. С 1986 по 1990 год работал советником в муниципальном правительстве Травника. С 1992 по 1995 год служил в армии Республики Боснии и Герцеговины. Затем вступил в партию Партии демократического действия. С 2009 года член партии Союз за лучшее будущее Боснии и Герцеговины.
После окончания Боснийской войны (1992—1995) стал президентом муниципального совета Травника, а с 1996 по 2001 год Терзич занимал должность главы правительства Среднебоснийского кантона. В эти годы он также был президентом представителей Партии демократического действия в парламенте Федерации Боснии и Герцеговины. В октябре 2001 года стал заместителем председателя Партии демократического действия. С 2002 по 2007 год занимал должность председателя Совета министров Боснии и Герцеговины.
Женат, имеет одного ребёнка.